# Wasserversorgung Bayerischer Wald
Die Wasserversorgung Bayerischer Wald (WBW) ist ein Zweckverband mit Sitz in Deggendorf, der am 28. November 1963 von sieben Landkreisen (Deggendorf, Passau, Freyung-Grafenau, Regen, Straubing-Bogen, Dingolfing-Landau und Cham) und der Stadt Deggendorf zur Deckung des Wasserbedarfs der Gemeinden im Bayerischen Wald gegründet wurde. Heute versorgt die WBW etwa 225.000 Menschen in einhundert Städten und Gemeinden mit Trinkwasser. Die Gemeinden errichten Ortsnetze und versorgen die Endabnehmer weiterhin selbst. Der gemeinnützige Zweckverband erfüllt seine Aufgabe ohne Gewinnabsicht.

## Geschichte
Im Jahre 1963 wurde der Zweckverband Fernwasserversorgung Bayerischer Wald gegründet. Zunächst deckte das Grundwasser aus dem Brunnenfeld Moos (in der Gemeinde Moos bei Plattling) den Bedarf der Fernwasserversorgung ab. Damit wurde die Wasserversorgung im Donauraum wie auch im Bayerischen Wald sichergestellt. Später errichtete der Freistaat Bayern in den Jahren 1976 bis 1983 die Trinkwassertalsperre Frauenau. Gleichzeitig baute der Zweckverband auf einer Höhenlage von 700 Metern zwischen Zwiesel und Frauenau die Trinkwasseraufbereitungsanlage Flanitz. Seit deren Inbetriebnahme werden die Abnehmer im Versorgungsgebiet zu etwa 79 Prozent mit Wasser aus der Talsperre beliefert. Aus diesem Grund wurde der Name des Verbandes im Jahre 1986 in "Wasserversorgung Bayerischer Wald", kurz WBW, geändert.

## Trinkwasserversorgung

### Versorgungsgebiet

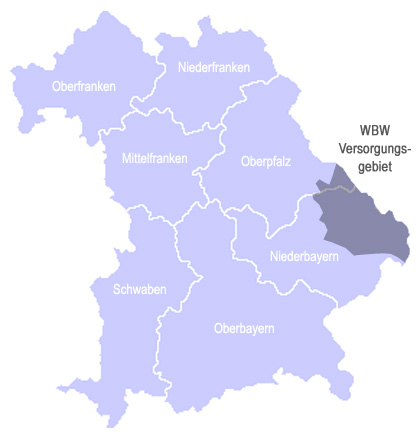
Versorgungsgebiet der Wasserversorgung Bayerischer Wald

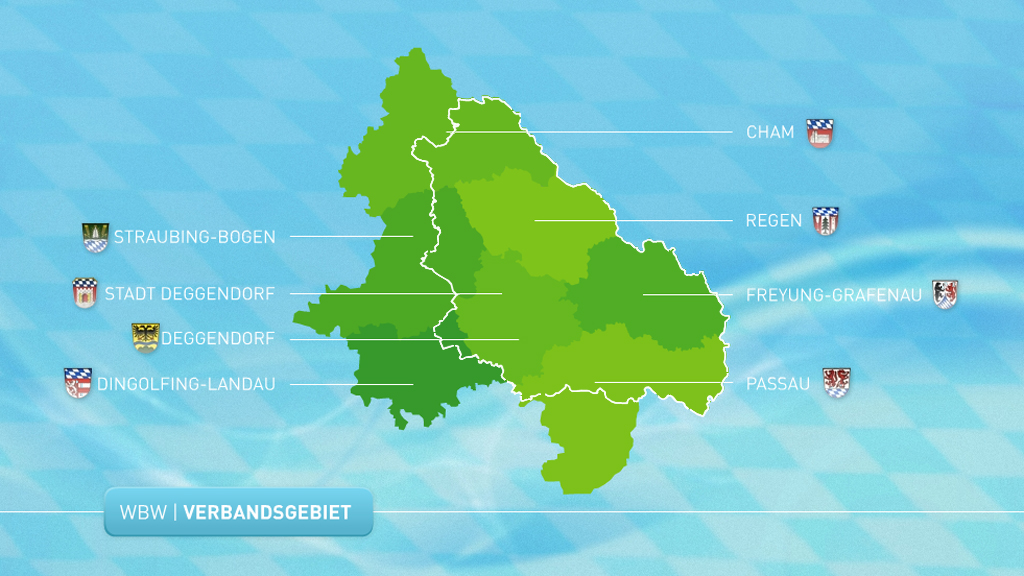
Versorgungsgebiet der Wasserversorgung Bayerischer Wald

Das Verbandsgebiet umfasst die Fläche von sieben Landkreisen mit insgesamt rund 8080 km². Das Versorgungsgebiet besitzt eine Größe von circa 5500 km².

### Trinkwassergewinnung
Die Wasserversorgung Bayerischer Wald stützt sich auf zwei Gewinnungsgebiete: die staatliche Trinkwassertalsperre Frauenau und das Brunnenfeld Moos.
Bei dem Talsperrenwasser handelt es sich um ein typisches weiches Oberflächenwasser aus dem Einzugsgebiet des Hirschbachs und des Kleinen Regens. Aus einem etwa 30 km² großen, fast ausschließlich bewaldeten Trinkwasserschutzgebiet fließt Wasser in die Talsperre. Das Gebiet reicht über die Landesgrenzen hinaus bis auf tschechisches Staatsgebiet. Das Wasser ist von menschlichen Einwirkungen unbelastet und kann deswegen weitgehend naturbelassen abgegeben werden. Durch den Stauhöhendruck gelangt das Rohwasser der Trinkwassertalsperre zur Aufbereitungsanlage Flanitz bei Frauenau.
Im Brunnenfeld Moos wird Grundwasser gefördert. Je nach Grundwasserverhältnissen wird es über unterschiedlich tiefe vertikale Kiesschüttungs- oder Horizontalfilterbrunnen gewonnen. Die modernen Vertikalbrunnen können selbst Tiefen von mehreren hundert Metern erreichen. Sie bestehen aus einem senkrechten, gelochten Rohr mit einer Kiesumhüllung auf Grundwasserhöhe. Ein geschlossenes Rohr leitet das Wasser nach oben in den vor Verunreinigungen schützenden Brunnenkopf. Bei den die flacher gelegenen Grundwasserschichten erreichenden Horizontalfilterbrunnen ragt ein relativ breiter geschlossener Schacht bis zur Tiefe des Wassers. Dort verlaufen mehrere sternförmig nach allen Seiten horizontal verlegte Filterrohre, die eine gegenüber Vertikalbrunnen wesentlich höhere Förderleistung ermöglichen. Im Brunnenfeld Moos werden derzeit je ein Horizontal- und Vertikalbrunnen betrieben.

### Trinkwasseraufbereitung
Die Trinkwasseraufbereitung erfolgt in der Trinkwasseraufbereitungsanlage Flanitz (TWA Flanitz) sowie im Grundwasserpumpwerk Moos (GPW Moos).

#### TWA Flanitz

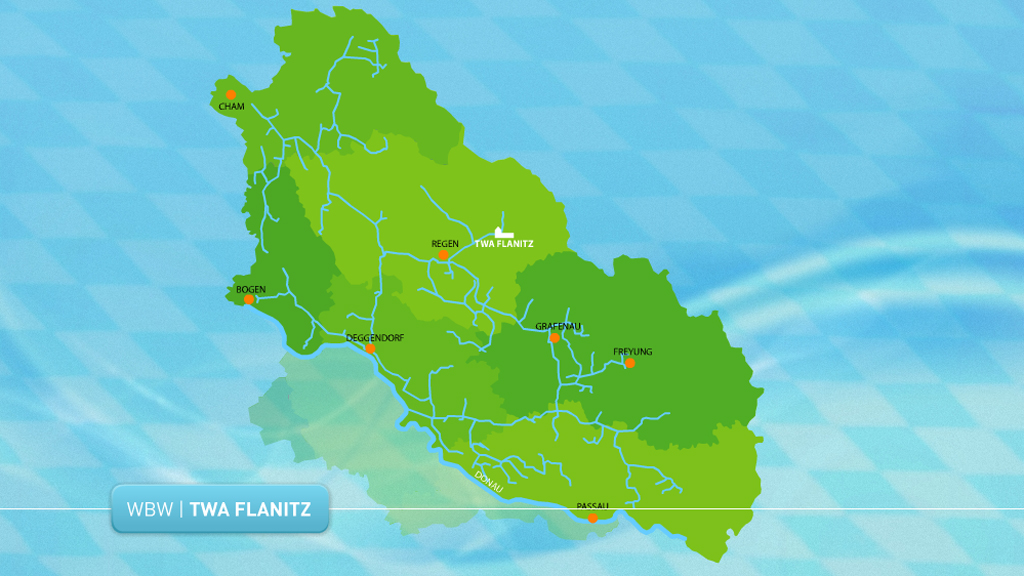
Versorgungszone TWA Flanitz

Die Oberflächenwasser aus der Trinkwassertalsperre Frauenau durchläuft in der TWA Flanitz im Wesentlichen zwei Aufbereitungsprozesse, bevor es als Trinkwasser in die Versorgung geht und die strengen gesetzlichen Auflagen der Trinkwasserverordnung in chemischer und korrosionstechnischer Hinsicht erfüllt. In der TWA Flanitz kommen zwei Filterstufen zum Einsatz. Nach Flockenbildung werden in der ersten Filterstufe über offene Mehrschichtfilter organische Belastungen sowie Eisen und Mangan eliminiert. In der zweiten Filterstufe wird das weiche und deswegen leitungsschädigende Oberflächenwasser nach Anreicherung mit Kohlenstoffdioxid durch Jurakalk aufgehärtet. Die Einstellung des Gleichgewichts-pH-Wertes erfolgt am Ende des Aufbereitungsverfahrens mit Kalkwasser. Die erste Ausbaustufe der Aufbereitungsanlage war auf eine Kapazität von rund 1.800 m3/h, das entspricht circa 36.000 m3 am Tag, ausgelegt. Der Wasserbedarf stieg jedoch Anfang der 1990er-Jahre an. Aus diesem Grund wurde die Realisierung der zweiten Ausbaustufe und damit die Verdopplung der Anlagenleistung beschlossen und 1999 umgesetzt. Für die Zwischenspeicherung des Trinkwassers wurde zusätzlich ein Behältervolumen von etwa 6.000 m3 geschaffen.

#### GPW Moos

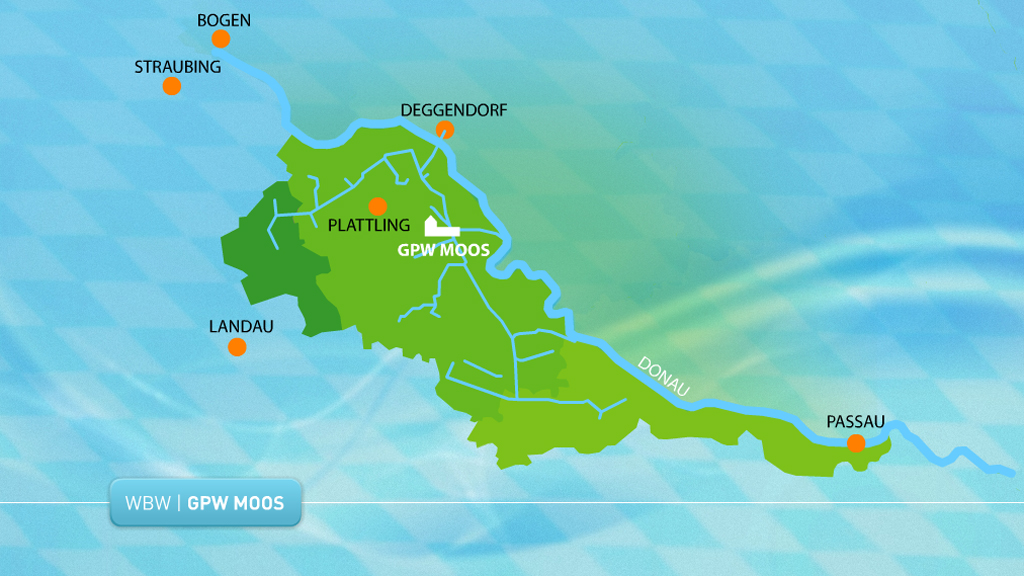
Versorgungszone GPW Moos

Im Grundwasserpumpwerk Moos wird auch das Grundwasser aufbereitet. Das Grundwasser ist bereits auf natürliche Weise weitgehend durch das Passieren der Bodenschichten gereinigt. Im GPW Moos sind nur wenige Schritte für die Aufbereitung erforderlich, bis es den Anforderungen an Trinkwasser entspricht. Das Wasser wird zunächst in einer offenen Kaskadenbelüftung mit Sauerstoff angereichert. Die sich dabei bildenden Eisen- und Manganoxide werden in den nachgeschalteten offenen Quarzkiesfiltern zurückgehalten. Auch ohne den Zusatz von Chlor entspricht das Trinkwasser so den strengen Auflagen der Trinkwasserverordnung. Es ist mit dem Härtebereich "hart" als naturbedingt hartes Wasser einzustufen, wie es überall zwischen Alpen und Donau anzutreffen ist.

### Trinkwasserverteilung
Die Trinkwasserverteilung erfolgt mit Hilfe eines mehr als 850 km langen Rohrleitungsnetzes, ausgehend von den beiden Gewinnungs- bzw. Aufbereitungsstandorten zu den einzelnen Abnehmern im Versorgungsgebiet. Annähernd 50 Hochbehälter mit einem gesamten Speichervolumen von mehr als 85.000 m3 und mehr als 40 Pumpwerke gewährleisten die Versorgungssicherheit im Versorgungsgebiet. So kann der Spitzenbedarf gedeckt und das Trinkwasser mit dem notwendigen Druck abgegeben werden.

### Versorgungssicherheit
Sowohl die Talsperre Frauenau als auch die Anlagen zur Grundwassergewinnung im Brunnenfeld Moos sichern den Abnehmern eine zu jeder Zeit ausreichende Menge Trinkwasser bester Qualität. Nach dem Wasserlieferungsvertrag kann die WBW bis zu 15 Mio. m3 Wasser jährlich aus der Talsperre entnehmen. Sie dient den Abnehmern der WBW als großes und zuverlässiges Reservoir zur Trinkwassergewinnung. Ein bereits im Betriebsgebäude der Talsperre integriertes Gewässergütelabor dient zur ständigen biologisch-chemischen Überwachung des Wassers aus der Talsperre. Zahlreiche Messeinrichtungen dienen zur laufenden Erfassung aller Daten, die für den Betrieb und die Sicherheit von Bedeutung sind. Im Brunnenfeld Moos wird neben je einem Horizontal- und Vertikalbrunnen ein weiterer Horizontalbrunnen für Notfälle bereitgehalten. Die maximale Grundwasserentnahme als Quartärwasser beträgt 310 l/s.